# Gà rô ti

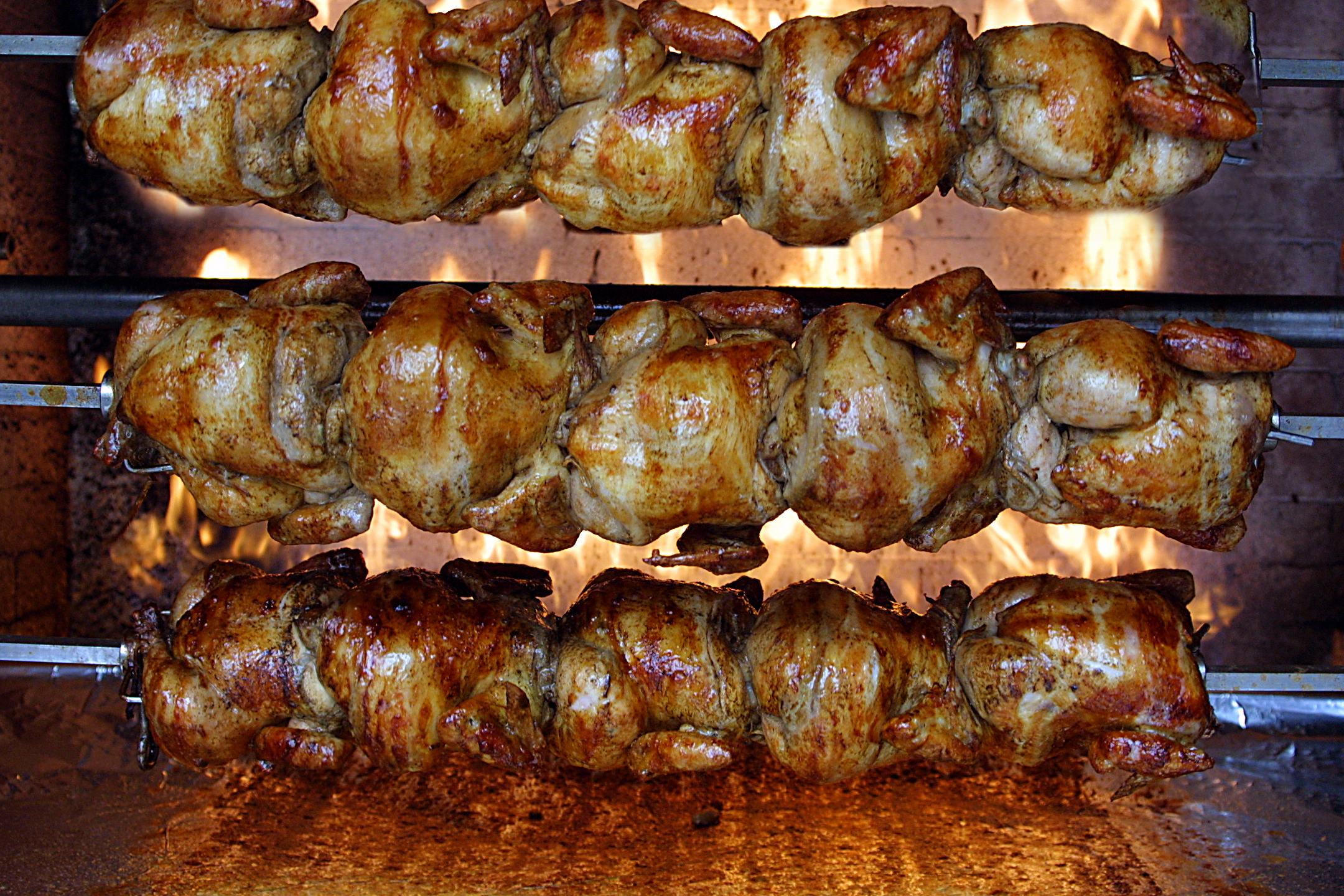
Quay gà rôti

Gà rô ti hay gà rôtissoire (bắt nguồn từ tiếng Pháp: rôtissoire) là một món ăn gà được thực hiện bằng phương pháp quay rô ti, sử dụng nhiệt trực tiếp trong đó thịt gà được đặt cạnh nguồn nhiệt. Có thể sử dụng các bộ phận làm nóng bằng điện hoặc khí (khò), sử dụng nhiệt hồng ngoại có thể điều chỉnh. Những loại lò quay này đã được chứng minh khá nhiều chức năng để nấu gà rôtissoire. Gà rôtissoire còn sót lại có thể được sử dụng trong một loạt các món ăn, chẳng hạn như xúp, salad gà, và bánh sandwich.

## Thị trường
Ở Hoa Kỳ, gà rôtissoire ăn sẵn đã có mặt trong các siêu thị, cũng như một số cửa hàng bán thịt trong phần lớn thế kỷ XX. Tuy nhiên, chúng không trở thành một lựa chọn có sẵn rộng rãi cho người tiêu dùng cho đến đầu những năm 1990, khi Chợ Boston giúp phổ biến việc bán gà rôtissoire đóng gói. Gà rôtissoire hiện đang rất phổ biến. Trong năm 2010, có khoảng 600 triệu con gà rôtissoire đã được người tiêu dùng "trong các siêu thị, cửa hàng câu lạc bộ và các cửa hàng bán lẻ tương tự mua hết." Năm 2018, có hơn 900 triệu con gà rôtissoire đã được các cửa hàng dịch vụ thực phẩm và cửa hàng bán lẻ bán ra
Gà rôtissoire thường có giá thành thấp hơn gà nguyên con. Hai lời giải thích thường được đưa ra để biện minh cho hiện tượng này. Đầu tiên, một số cửa hàng tạp hóa có thể sử dụng gà rôtissoire như một loại hàng bán lỗ câu khách để thu hút người mua vào cửa hàng. Logic đằng sau lý thuyết này là nếu khách hàng đến một cửa hàng để mua gà rôtissoire, họ cũng sẽ mua các sản phẩm khác khi ở đó. Thứ hai, gà rôtissoire thường được làm với gia cầm khi sắp đến ngày "tươi ngon nhất". Bằng cách nấu và bán gà, các cửa hàng tạp hóa có thể thu lại một phần phí tổn của họ.
Ở Hoa Kỳ, gà được sử dụng để quay rôtissoire có thể được tiêm thêm nước muối để giữ độ ẩm. Các thành phần bổ sung có thể được sử dụng để thêm hương vị và làm nâu thịt gà, như oleoresin, chiết xuất men, natri tripolyphosphate và hương liệu tự nhiên.
Costco là một trong những nhà sản xuất và cung cấp gà rôtissoire lớn nhất ở Hoa Kỳ, với một nhà bình luận mô tả nó là "vị vua không thể chối cãi của gà rôtissoire". Năm 2017, Costco đã bán khoảng 87 triệu con gà rôtissoire ở Hoa Kỳ. Vào năm 2017, Costco đã khởi công một cơ sở mới rộng 414 mẫu tại Fremont, Nebraska, bao gồm một trang trại sản xuất giống, nhà máy thức ăn chăn nuôi và nhà máy chế biến.

## Ở những nền văn hóa khác

### Canada
Gà rôtissoire là món ăn phổ biến ở Canada từ những năm 1950, và là một yếu tố quan trọng của văn hóa đại chúng Canada. Hai chuỗi nhà hàng ăn uống bình dân của Canada, Swiss Chalet và St-Hubert thống trị thị trường thịt gà, mặc dù món ăn này cũng là mặt hàng trọng tâm của các chuỗi nhà hàng khác của Canada, như Nandos, hay các nhà hàng riêng lẻ. Gà rôtissoire có bán tại hầu hết các siêu thị.
Swiss Chalet sở hữu một kênh truyền hình cáp độc quyền phát sóng nội dung liên quan đến gà quay, "24 giờ một ngày, bảy ngày một tuần". Kênh này thường chiếu những con gà được quay trên một cái máy quay rôtissoire. Thỉnh thoảng, một người đàn ông xuất hiện với trang phục trông giống như một thùng đựng nước chấm của Swiss Chalet.

### Pháp
Napoléon Bonaparte là người thường xuyên thưởng thức món gà rôtissoire.